# Autobus elektryczny

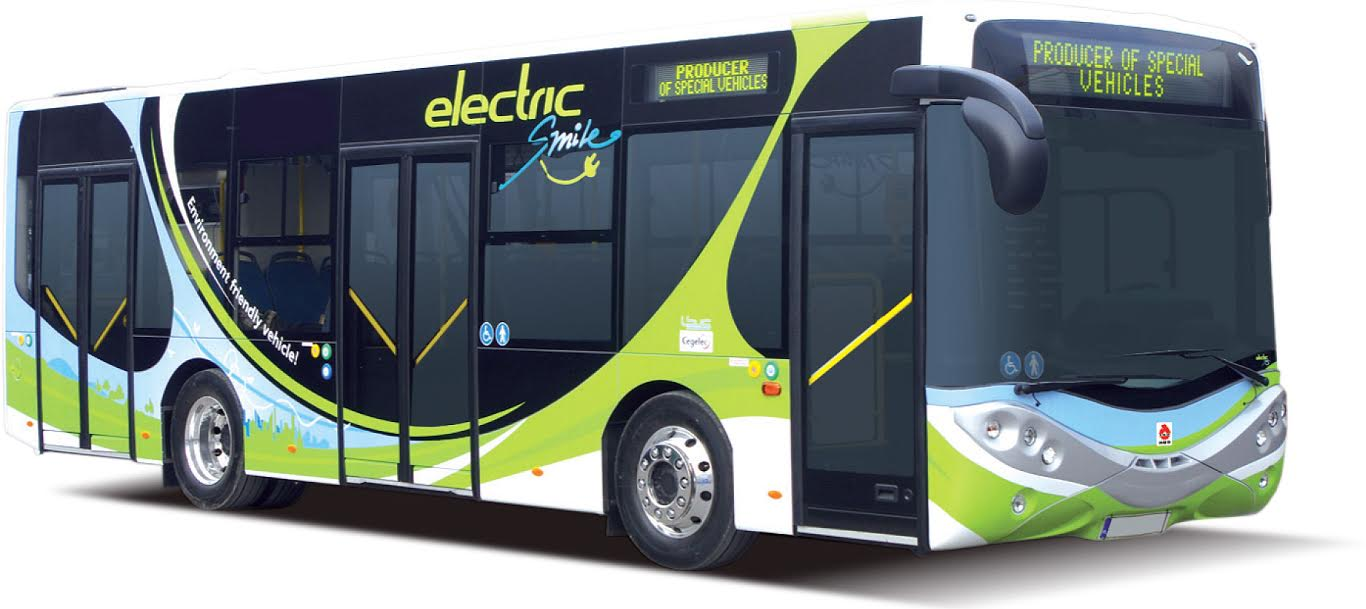
Ursus City Smile Electric Bus

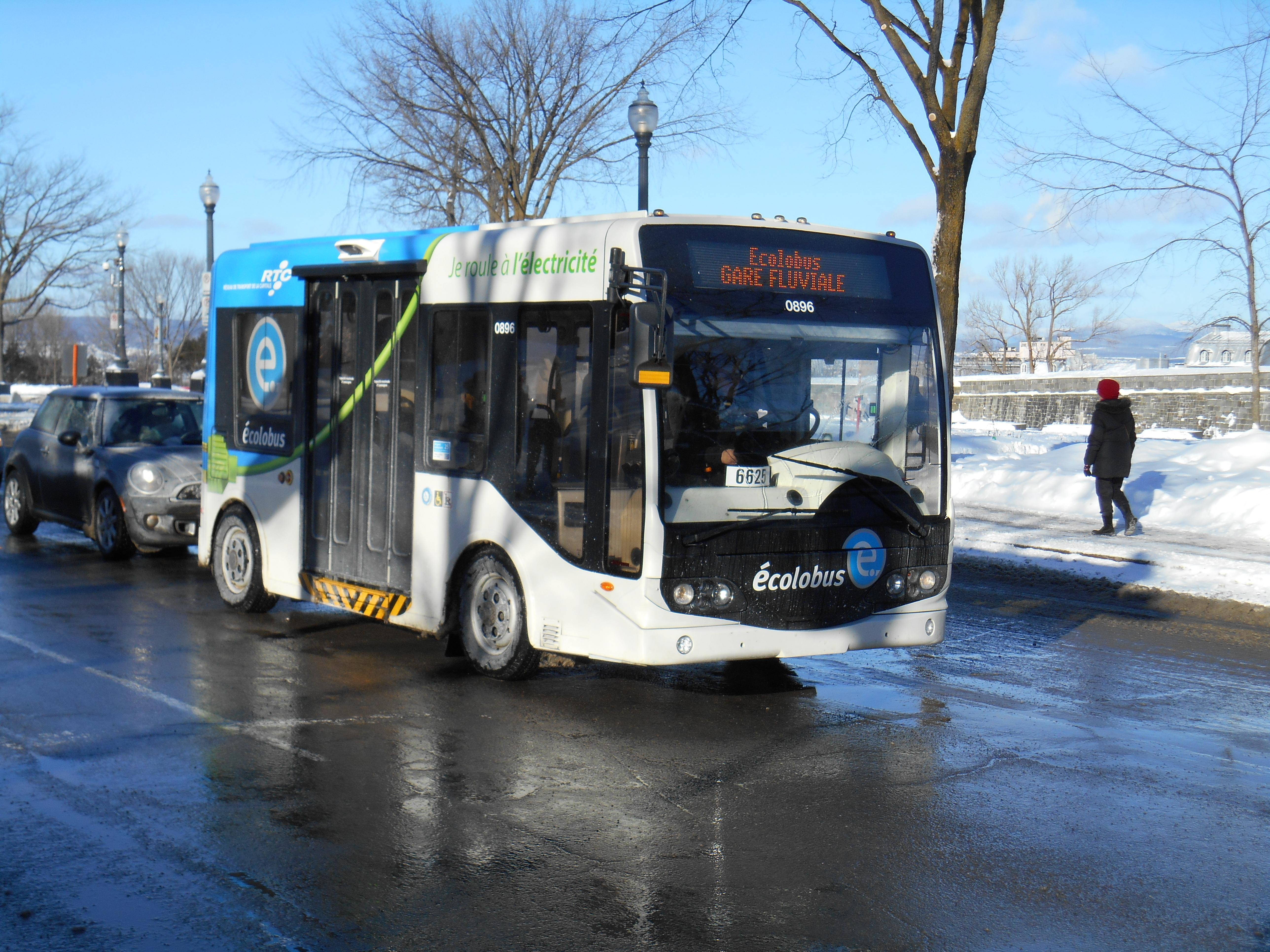
Elektryczny minibus w Kanadzie

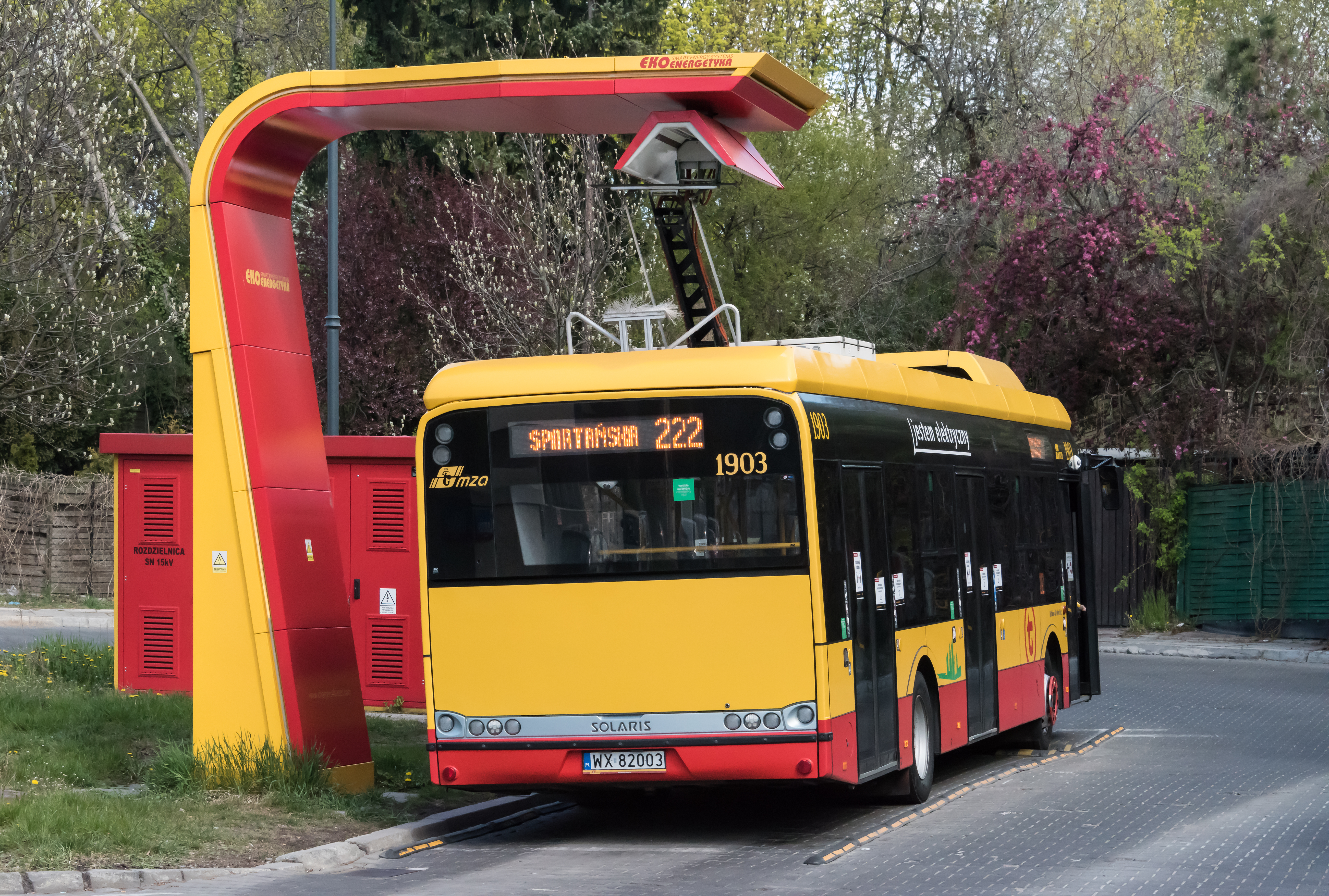
Autobus elektryczny podczas ładowania akumulatorów w Warszawie

Autobus elektryczny, elektrobus – autobus napędzany energią elektryczną z akumulatorów lub wytwarzaną przez ogniwa paliwowe. Autobusy elektryczne są ciche i całkowicie bezemisyjne w miejscu użytkowania. Dzięki innowacyjnym rozwiązaniom technicznym operacyjność autobusów elektrycznych jest niemal nieograniczona i wynosi nawet 24 godziny na dobę. Niski poziom emisji hałasu i drgań sprawia, że autobusy bateryjne są szczególnie pożądane w centrach miast.

## Historia
Pierwsze udane konstrukcje autobusów napędzanych elektrycznością datują się na schyłek XIX w. Początkowe konstrukcje współistniały z pierwszymi tramwajami, trolejbusami i autobusami, wówczas napędzanymi relatywnie słabymi silnikami benzynowymi. W 1907 r. w Londynie uruchomiono regularne linie elektrobusów. Obecnie ze względu na konieczność ograniczenia szkodliwej emisji i możliwość pozyskiwania energii elektrycznej z czystych źródeł, a także wskutek postępu technicznego w wytwarzaniu efektywnych źródeł energii autobusy elektryczne, choć droższe od napędzanych silnikiem Diesla, coraz częściej są brane pod uwagę przez wielkie aglomeracje w krajach rozwiniętych. 
Pierwszy polski autobus elektryczny – Solaris Urbino 8,9 LE electric  – został zaprezentowany w 2011 roku podczas Międzynarodowych Targów Transportu Zbiorowego Transexpo w Kielcach. Pierwszym klientem na ten model był austriacki Klagenfurt. W 2013 roku polski producent zaprezentował też 12-metrową wersję bateryjnego autobusu – Solaris Urbino 12 electric, których pierwsze egzemplarze trafiły do odbiorców z Czech i Niemiec. Rok później pojawiła się przegubowa wersja elektrycznego autobusu marki Solaris. W 2016 roku Solaris Urbino 12 electric został wyróżniony międzynarodowym tytułem Autobus Roku 2017 i był to pierwszy w historii autobus o napędzie w 100% elektrycznym wyróżniony w ten sposób.
Obserwuje się dynamiczny rozwój produkcji autobusów elektrycznych, jak również ich wykorzystanie w transporcie publicznym. Według raportu International Association of Public Transport przeprowadzonego w ramach projektu ZeEUS, w 2013 roku autobusy elektryczne stanowiły tylko 1,2% łącznej liczby autobusów miejskich. Dzięki dużemu zainteresowaniu ze strony władz publicznego transportu zbiorowego oraz różnym źródłom dofinansowania, liczba ta dynamicznie wzrosła. W 2017 roku łączna liczba zamówionych elektrobusów przekroczyła 1000 sztuk, co stanowi wzrost o 279% w porównaniu z rokiem ubiegłym.
Z kolei z przeprowadzonych analiz Cambridge Econometrics wynika, że w 2020 roku 35% autobusów komunikacji miejskiej będzie miało zelektryfikowany napęd, z czego 20% będą stanowiły autobusy bateryjne, 10% autobusy z napędem typu plug-in hybrid, a 5% będzie wyposażonych w klasyczny napęd hybrydowy. Według autorów raportu, w związku z przewidywanym stałym spadkiem ceny baterii oraz z dużo niższymi kosztami eksploatacji w porównaniu do innych napędów, w tym samym scenariuszu przewiduje się, że w 2050 roku wszystkie autobusy komunikacji miejskiej będą pojazdami w całości lub częściowo elektrycznymi. Wiele krajów Europy przyjęło założenia w zakresie inwestycji w tabor autobusów elektrycznych i ich finansowego wsparcia. Należą do nich m.in. Niemcy (milion pojazdów elektrycznych do 2020 roku, 4 miliardy euro wsparcia), Wielka Brytania (1,55 miliona pojazdów elektrycznych do 2020 roku, 300 milionów euro wsparcia) czy Francja (2 miliony pojazdów elektrycznych do 2020 roku, 450 milionów euro wsparcia na montaż infrastruktury ładowania). Autobusy bateryjne jeżdżą m.in. po ulicach takich aglomeracji jak Londyn, Paryż i Berlin, a w Polsce m.in. w Warszawie, Krakowie i Gdańsku. Polskie elektrobusy są eksportowane m.in. do Niemiec, Francji, Włoch, Belgii, Hiszpanii, Rumunii oraz na rynki skandynawskie.
Według stanu na 2018 rok najwięcej autobusów elektrycznych posiadali Chińczycy. 99% z autobusów elektrycznych zasilanych bateryjnie jeżdących na drogach. Było to 385000 autobusów, co odpowiada 17% ogólnej liczby autobusów w Chinach.

## Autobusy elektryczne w Polsce

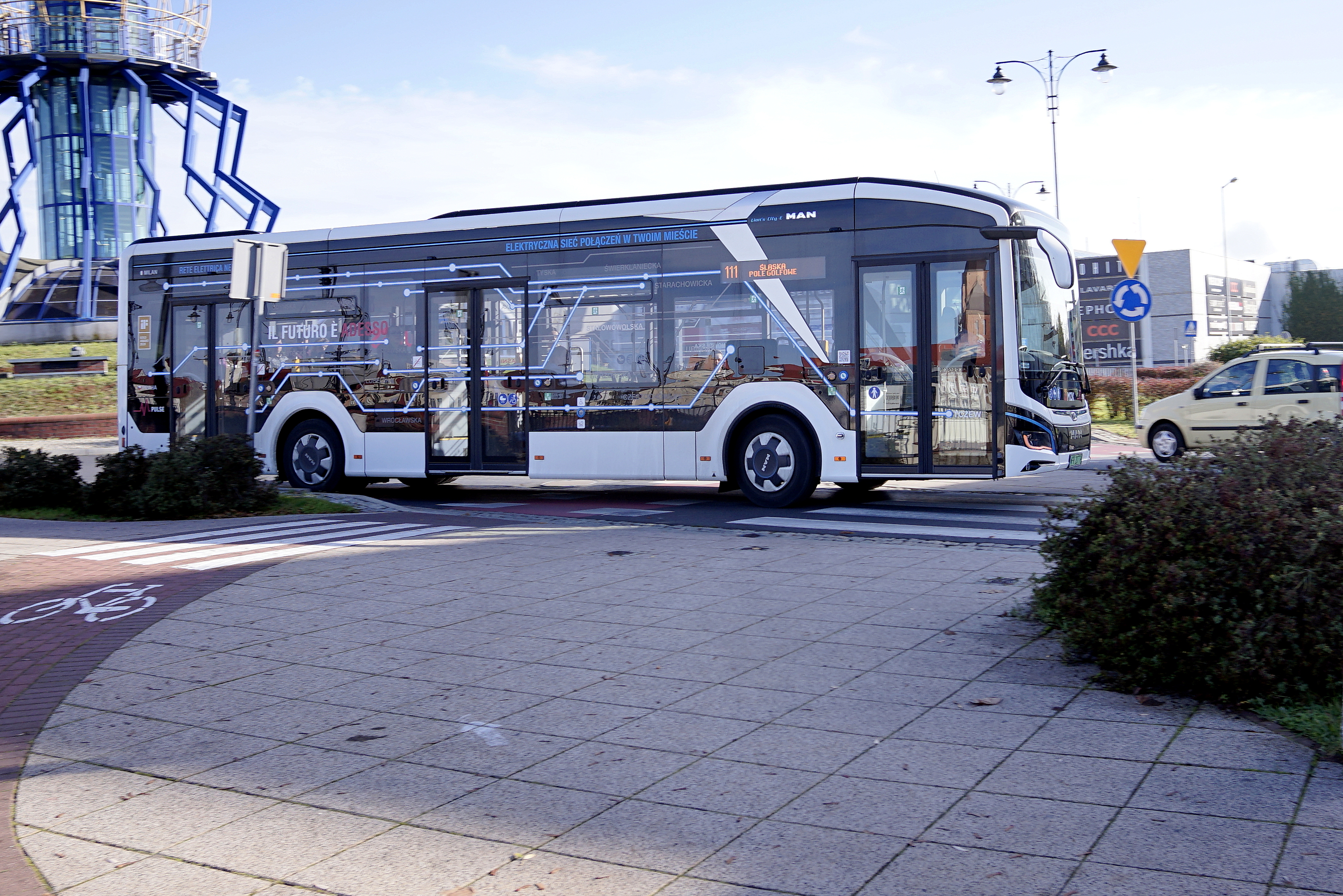
MAN Lion`s City E testowany na ulicach Gorzowa Wlkp.

Polska zajmuje ważne miejsce w szeroko pojętym obszarze związanym z elektromobilnością zarówno jako producent, jak i jako użytkownik tego typu pojazdów.
Europejskim liderem wśród producentów autobusów elektrycznych jest Solaris Bus & Coach polskie przedsiębiorstwo będące własnością hiszpańskiej grupy Construcciones y Auxiliar de Ferrocarriles (największa liczba zamówionych i dostarczonych autobusów z napędem elektrycznym – stan na 06.2018). Wśród wszystkich wyprodukowanych przez podpoznańską fabrykę pojazdów, około 50% trafia na rodzimy rynek. Oprócz tego autobusy elektryczne produkuje przedsiębiorstwo Ursus Bus z rodziną autobusów Ursus City Smile. Sprawia to, że Polska jest jednym z pionierów europejskich w zakresie rozwoju elektromobilności, zajmując ex aequo z Niemcami czwarte miejsce. Poza Wielką Brytanią, która jest liderem, większa w pełni bezemisyjna flota autobusów miejskich znajduje się jedynie w Holandii i Francji. Pierwszym miastem w Polsce, które miało autobusy elektryczne była Ostrołęka oraz Kraków, gdzie uruchomiono pierwszą bezemisyjną linię autobusową. Największą flotę elektrycznych autobusów mają Kraków, Jaworzno oraz Warszawa. Elektryczne autobusy jeżdżą też m.in. w Chodzieży, Inowrocławiu, Sosnowcu, Ostrowie Wlkp., Gdańsku czy Wrześni.
W związku z rosnącym zapotrzebowaniem na autobusy elektryczne, w 2011 powstał klaster „Polski Autobus Elektryczny – łańcuch dostaw na rzecz elektromobilności” pod przewodnictwem firmy Solaris, zrzeszający jedenaście polskich organizacji, którego jego celem jest promocja bezemisyjnego transportu publicznego w Polsce i wybudowanie autobusu elektrycznego, opartego w dużej mierze na rodzimych komponentach. „Razem członkowie Klastra opracują rozwiązania, które wprowadzą pojazdy bateryjne na jeszcze wyższy poziom zaawansowania technologicznego i pozwolą na skomercjalizowanie tych rozwiązań nie tylko na rynku polskim, ale także na rynkach światowych.”. Ponadto Ursus Bus powołał swój odrębny klaster „Polski E-BUS”, w którego skład weszło kolejnych 10 polskich przedsiębiorstw i instytucji. 
W 2018 roku Narodowe Centrum Badań i Rozwoju, w ramach programu "Bezemisyjny Transport Publiczny", ogłosiło przetarg na opracowanie, dostawę oraz wsparcie na etapie wdrożenia elektrobusów dla 26 polskich miast. Wstępnie planowano przeznaczyć na niego 2,3 mld złotych, a w roku 2019 kwotę zwiększono o dalsze 400 mln złotych. Po dwóch nieudanych postępowaniach NCBiR postanowiło zamknąć postępowanie. W zamian uruchomiono program "Szybka Ścieżka" o wartości jedynie 200 mln złotych.

## Konstrukcja
Autobusy elektryczne w przeważającej większości napędzane są za pomocą asynchronicznego silnika trakcyjnego. Ponadto niektóre autobusy elektryczne nowoczesnej konstrukcji napędzane są silnikami umieszczonymi w piastach kół.
Źródłem energii elektrycznej może być bateria akumulatorów lub ogniwa paliwowe.
Nowoczesne elektrobusy wyposażone są w funkcję hamowania elektrodynamicznego z odzyskiem energii elektrycznej. Przy zastosowaniu tego systemu, podczas hamowania silniki elektryczne działają jak prądnice. Wytworzony przez nie prąd elektryczny może być wykorzystany do ładowania zasobników energii, zwiększając zasięg i sprawność pojazdu. W celu polepszenia zasięgu ponad 300 km w czasie dnia pracy stosowane jest doładowywanie baterii akumulatorów na postojach za pomocą odbieraka prądu lub indukcyjnie.

## Ładowanie
Stosowane są trzy różne sposoby uzupełniania energii elektrycznej w bateriach. Najbardziej popularny to tzw. plug-in. Podstawową zaletą tego rozwiązania jest to, że nie wymaga dodatkowej infrastruktury w mieście. W zależności od możliwości sieci elektrycznej mogą to być stacje o różnych parametrach i mocach ładowania, a co za tym idzie czasie uzupełniania baterii. Ładowanie następuje poprzez podłączenie autobusu do stacji przewodu  poprzez ustandaryzowane złącze. 
Drugi sposób ładowania odbywa się za pomocą odbieraka prądu. Ładowanie może odbywać się wówczas zarówno w zajezdni, jak i w wybranych punktach w mieście. Podstawową zaletą tego rozwiązania jest jego bezobsługowość – ładowanie nie wymaga dodatkowych czynności ze strony kierowcy. Cały proces rozpoczyna się od naciśnięcia przycisku, który z kolei powoduje automatyczne podniesienie odbieraka prądu i łączy się ze stacją ładowania. Producenci autobusów w swoich ofertach proponują dwa rozwiązania – umieszczenie odbieraka na dachu autobusu lub na maszcie do ładowania (tzw. pantograf odwrócony). W Polsce na instalację stacji ładowania za pomocą odbieraków prądu zdecydowały się m.in. Warszawa, Jaworzno i Kraków. 
Kolejnym rozwiązaniem jest wykorzystanie indukcyjnych płyt zamontowanych w jezdni oraz w podwoziu autobusu, które pozwalają na szybkie ładowanie baterii bez ingerencji kierowcy. Takie rozwiązanie zastosowano m.in. w autobusach elektrycznych w Berlinie.
Energia w bateriach autobusów elektrycznych może być także uzupełniana podczas jazdy, dzięki wodorowemu ogniwu paliwowemu. Wodór gromadzony jest w butlach zlokalizowanych najczęściej na dachu autobusu. Przy takim rozwiązaniu energia elektryczna wytwarzana jest z wodoru w ogniwie paliwowym. Podstawową zaletą tego rozwiązania jest wysoki zasięg autobusu, który może wynieść do 350 km na jednym tankowaniu.

## Producenci autobusów elektrycznych
Europejskim liderem wśród producentów pojazdów elektrycznych jest Solaris Bus & Coach S.A. (największa liczba zamówionych i dostarczonych autobusów z napędem elektrycznym – stan na 06.2018.) Drugie miejsce zajmuje BYD/ADL, a trzecie VDL Bus & Coach.

## Zalety
W porównaniu do tradycyjnych autobusów o napędzie spalinowym, elektrobusy w trakcie eksploatacji nie emitują spalin, są cichsze i wolne od wibracji, mają lepsze przyśpieszenia - co jest szczególnym atutem w przypadku pojazdów poruszających się w ruchu miejskim (ale prędkość maksymalną mają zwykle mniejszą). Eksploatacja jest około dwukrotnie tańsza niż autobusu z silnikiem Diesla, niektóre źródła podają, że nawet 6-krotnie. W przeciwieństwie do trolejbusów nie wymagają instalowania sieci trakcyjnej. Zakup autobusy nisko i bezemisyjnych jest często współfinansowany ze środków Unii Europejskiej. 
Według analiz wykonanych przez Solaris Bus & Coach S.A. rocznie z tytułu użytkowania autobusów o konwencjonalnym napędzie w Polsce ponoszone są koszty ok. 39,4 mln złotych związane z redukcją społeczno-ekonomiczną skutków hałasu przez nie wytwarzanego.

## Wady
Autobusy zasilane baterią akumulatorów elektrycznych mają mniejszy zasięg, większą masę (spowodowaną koniecznością zastosowania ciężkich akumulatorów, chociaż sam silnik elektryczny jest lżejszy niż spalinowy o porównywalnej mocy), a ich produkcja jest droższa od autobusów z napędem spalinowym. Z uwagi na niewielki zasięg, ich zastosowanie ogranicza się do transportu miejskiego – autokarowy transport międzymiastowy przy obecnej pojemności akumulatorów często wymaga pokonania dystansu przekraczającego zasięg elektrobusów. Mimo to FlixBus rozpoczął testy autobusów elektrycznych na dalekobieżnych trasach autokarowych we Francji.